# Relaciones Italia-Ucrania
Las relaciones diplomáticas entre Italia y Ucrania se establecieron en 1992.
Italia reconoció la independencia de Ucrania el 28 de diciembre de 1991 y las relaciones diplomáticas entre los dos países comenzaron el 29 de enero de 1992, y desde 1993 Ucrania ha abierto su embajada en Roma al mismo tiempo que la apertura de la embajada italiana en la capital del país, Kiev.
Italia es miembro de la Unión Europea, a la que Ucrania solicitó su ingreso en 2022.

## Vínculos bilaterales

### Relaciones políticas y diplomáticas
Desde el inicio de las relaciones diplomáticas, se han realizado varias visitas del Presidente de Ucrania a la República Italiana: en mayo de 1995, noviembre de 2002, octubre de 2008, noviembre 2015 y febrero de 2020.
El presidente de la República Italiana visitó Ucrania en 1996 (visita de estado) y 1999 (visita de trabajo), y el primer ministro en octubre de 2003 y marzo de 2015.
En marzo de 2012, los vicecancilleres de los dos países se reunieron en Roma para mantener conversaciones políticas bilaterales, y en junio del mismo año, el ministro de Asuntos Exteriores de Ucrania Kostyantyn Gryshchenko se reunió con la Viceministra de Asuntos Exteriores de Italia Marta Dassù en Trieste durante una reunión de la iniciativa de Europa Central.

### Relaciones económicas
En 2018, Italia se encontraba entre los diez principales países con los que Ucrania tenía el mayor volumen de comercio. Según el  Servicio Estatal de Estadísticas de Ucrania, las exportaciones de bienes y servicios a Italia ascendieron a 2.628,8 millones de  dólares estadounidenses en 2018 (un aumento del 6,4 % en el año anterior), mientras que las importaciones de bienes italianos ascendieron a 1982 millones de dólares estadounidenses (un aumento del 23,6%). El comercio total entre Italia y Ucrania ascendió a US $ 4,6 mil millones (un aumento del 13,2% respecto al año anterior).
Al 1 de octubre de 2018, Italia invirtió 234,9 millones de dólares estadounidenses en el país, lo que equivale al 0,7 % de las inversiones extranjeras totales en Ucrania.
Italia tiene una embajada en Kiev.
Ucrania tiene una embajada en Roma, un consulado general en Milán y 4 consulados honorarios (en Bari, Florencia, Génova, Nápoles, Padua y Reggio Calabria).
Ambos países son miembros de pleno derecho del Consejo de Europa. Hay alrededor de 120.000 personas de ascendencia ucraniana que viven en Italia.